# قرش صائد الحيتان البشري
قرش صائد الحيتان البَشَريّ (الاسم العلمي: Carcharhinus humani)، نوع من جنس القرش الترابي وفصيلة البنبكيات. يعيش في غرب المحيط الهندي بالقرب من جزر سقطرى، قبالة سواحل الكويت وموزمبيق وجنوب أفريقيا.